# Nelson Pyatt
Frederick Nelson Pyatt (Port Arthur, 9 settembre 1953) è un ex hockeista su ghiaccio canadese.
È padre di Taylor e Tom Pyatt, anch'essi giocatori di hockey su ghiaccio.

## Carriera
Nelson Pyatt nacque a Port Arthur, odierno sobborgo della città di Thunder Bay, città dove iniziò a giocare a hockey nella squadra locale. Nel 1971 approdò nella lega giovanile dell'Ontario Hockey League, presso gli Oshawa Generals, con i quali disputò due stagioni, incorrendo anche in un infortunio alla spalla. In totale collezionò 92 presenze con 84 punti all'attivo.
Nel 1973 fu scelto nel draft dei due massimi campionati nordamericani di allora, la National Hockey League e la World Hockey Association. In NHL fu selezionato dai Detroit Red Wings in 39ª posizione assoluta, mentre in WHA dai Minnesota Fighting Saints con la 59ª chiamata. Scelse di giocare a Detroit, dove però collezionò 14 presenze. Trascorse le due stagioni in prestito a squadre affiliate come i London Lions e i Virginia Wings.
All'inizio del 1975 passò ai Washington Capitals, con i quali rimase fino al 1977, prima di passare ai Colorado Rockies. Dopo due stagioni in cui disputò una media vicina agli ottanta incontri a stagione, Pyatt decise momentaneamente di ritirarsi, prima comunque di ritornare presso formazioni di leghe inferiori, come American Hockey League e Central Hockey League. Nel 1980 chiuse definitivamente con i Rockies, dopo aver giocato 183 partite ed aver totalizzato 39 reti e 36 assist.
Concluse la sua carriera dopo un'esperienza di tre stagioni in Europa, dapprima in Germania, con il VER Selb, poi in Austria con il Wiener EV. Conclusa la sua carriera tornò a Thunder Bay dove svolse il lavoro di vigile del fuoco.